# Badarán
Badarán ist ein Ort und eine nordspanische Gemeinde (municipio) mit 493 Einwohnern (Stand: 2024) im Zentrum der Autonomen Gemeinschaft La Rioja. Die Gemeinde gehört zum Weinbaugebiet der Rioja Alta.

## Lage und Klima
Badarán liegt etwa 35 Kilometer westsüdwestlich von Logroño in ca. 625 m Höhe. Regen (ca. 935 mm/Jahr) fällt – mit Ausnahme der Sommermonate – übers Jahr verteilt.

## Bevölkerungsentwicklung
| Jahr      | 1970 | 1981 | 1991 | 2001 | 2011 | 2021 |
| Einwohner | 1192 | 959  | 822  | 709  | 595  | 502  |

Als Folge der Reblauskrise, der Mechanisierung der Landwirtschaft, der Aufgabe bäuerlicher Kleinbetriebe und des daraus resultierenden geringeren Arbeitskräftebedarfs ist die Einwohnerzahl des Orts seit der Mitte des 20. Jahrhunderts stetig gesunken.

## Sehenswürdigkeiten
- Marienkirche (Nuestra Senora de la Expectación)

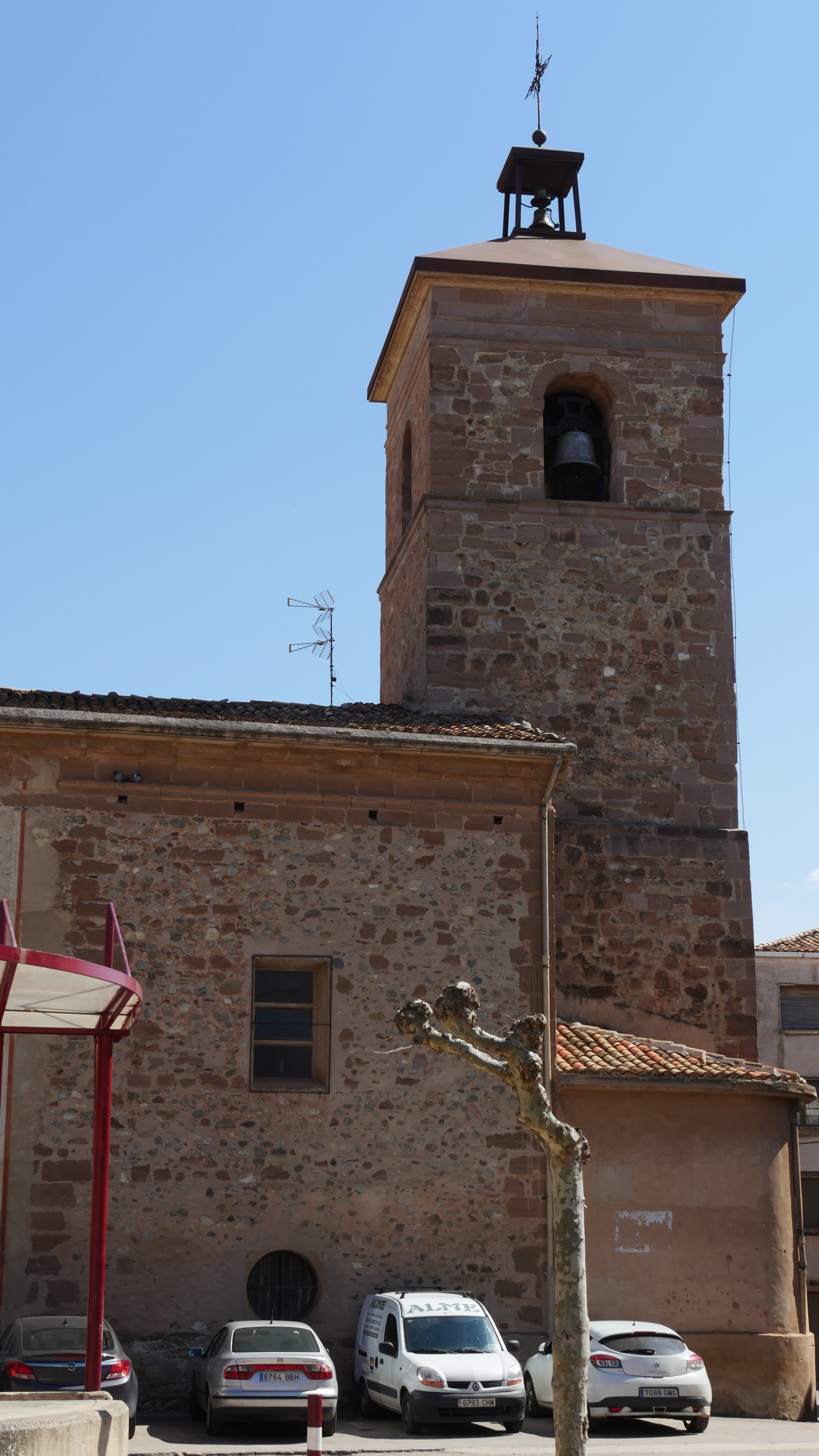
Marienkirche
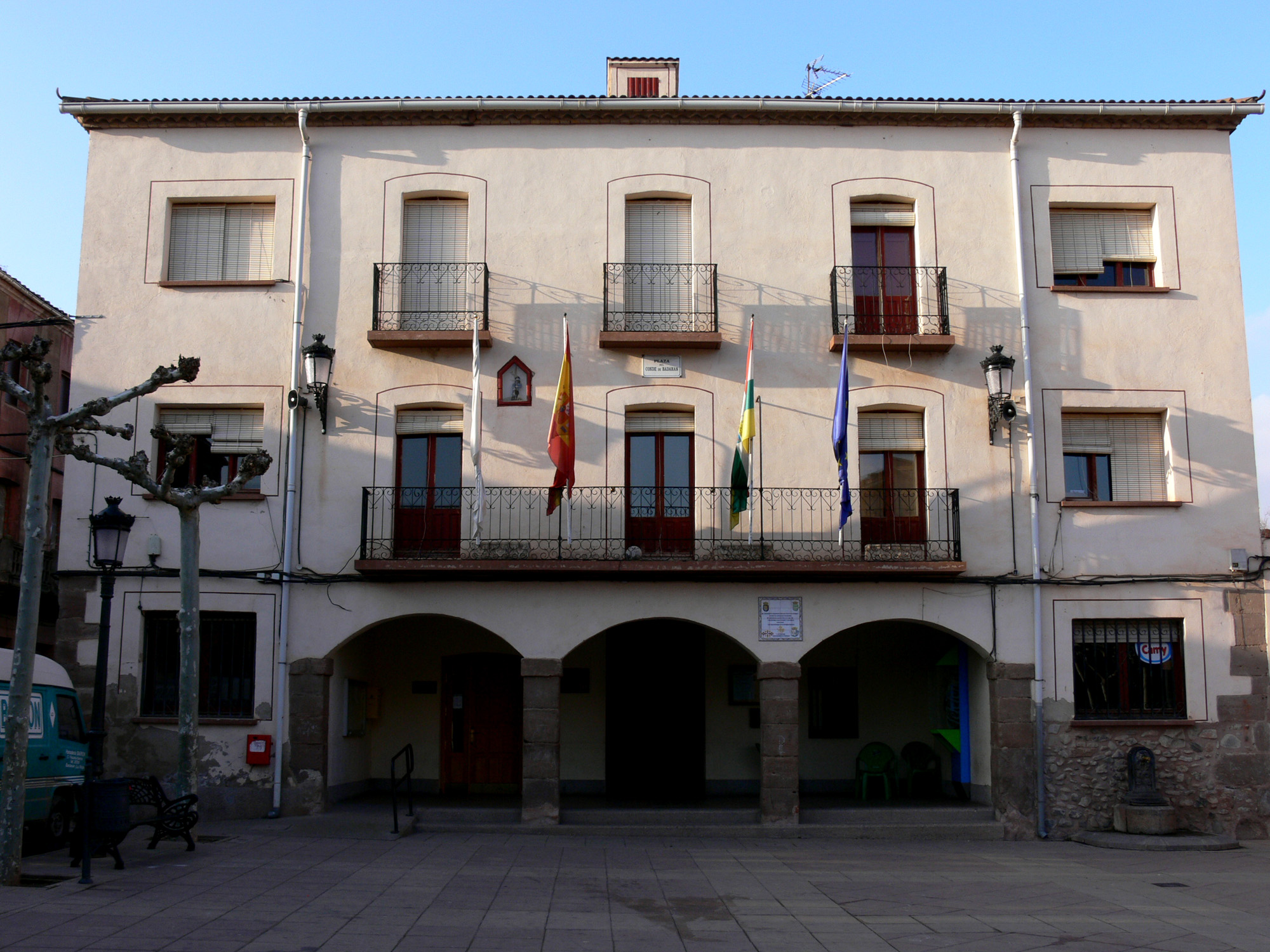
Rathaus

## Gemeindepartnerschaft
Mit der französischen Gemeinde Madiran im Département Hautes-Pyrénées (Neuaquitanien) besteht eine Partnerschaft. 